# Бутаково (Вознесенський район)
Бутаково (рос. Бутаково) — село в Вознесенському районі Нижньогородської області Російської Федерації.
Населення становить 296 осіб. Входить до складу муніципального утворення Бутаковська сільрада.

## Історія
Від 2004 року входить до складу муніципального утворення Бутаковська сільрада.

## Населення
| 1999 | 2002 | 2010 |
| ---- | ---- | ---- |
| 421  | ↘383 | ↘296 |